# Cierva C.6
El Cierva C.6 fue el sexto autogiro diseñado por el ingeniero español Juan de la Cierva y Codorníu y el primero en volar una distancia significativa.

## Diseño y desarrollo
La Cierva había gastado todos sus fondos en la construcción de los cinco prototipos de su invento, pero en 1923 volvió a los laboratorios aeronáuticos de Cuatro Vientos donde su jefe, el comandante Emilio Herrera, tuvo éxito al persuadir al General Francisco Echagüe, director del departamento aeronáutico de aviación militar, que asumiera el control de la segunda etapa en la investigación y desarrollo de los autogiros Cierva.
El prototipo Cierva C.6A estaba equipado con alerones montados en dos pequeñas alas, sobre el timón de cola y el de profundidad. Este esquema de control sobre tres ejes era necesario, ya que el piloto solo tenía un control limitado sobre el rotor. Únicamente el propulsor delantero recibía la potencia del motor, por lo que este aparato no se sustentaba y podía perder el control a baja velocidad. El eje vertical del rotor giraba libremente; cuanto más rápido volara el autogiro, más rápido giraba el rotor, consiguiendo con ello una mayor sustentación.

## Historia operacional

### C.6A y C.6B

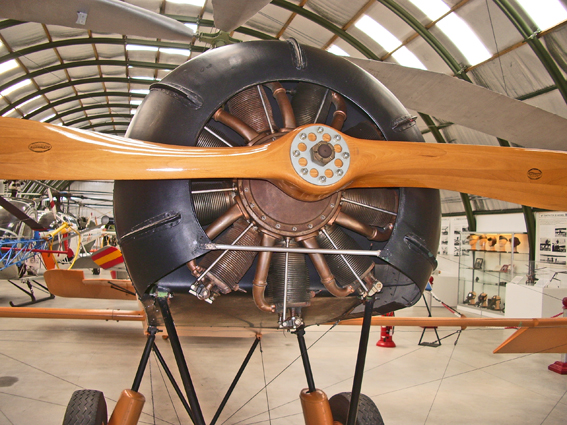
Frontal de la réplica del Cierva C.6.

Tras realizar varias pruebas en el túnel de viento, la aviación militar construyó el autogiro Cierva C.6 en la célula de un Avro 504. Este aparato, pilotado por el capitán Joaquín Loriga Taboada, realizó tres vuelos en marzo de 1924. Uno de estos vuelos, de ocho minutos, se llevó a cabo desde el aeródromo de Cuatro Vientos hasta el aeródromo de Getafe (10,5 km/7 millas), lo que se consideró un paso de gigante y la entrada a la gloria de los autogiros de la Cierva.
En 1925, se construyó un segundo ejemplar idéntico equipado con un nuevo rotor, denominado C.6B. Entre enero y febrero de 1926, el Cierva C.6Bis fue sometido a pruebas en Villacoublay a petición del gobierno de Francia, tras lo cual retornó a España.
Tras el éxito, La Cierva intentó crear en España una empresa para fabricar autogiros, pero no encontró apoyo económico, por lo que a continuación llevó el modelo C.6A al Reino Unido. Después de una serie de exhibiciones en el RAE de Farnborough, el Ministerio solicitó varios autogiros para que fuesen evaluados por la RAF. El contrato para su construcción se concedió a la factoría de A.V. Roe (Avro) de Hamble, cerca de Southampton. Como resultado de estos acontecimientos, se creó en Gran Bretaña la Cierva Autogiro Company en 1926, que compró las patentes a La Cierva y emprendió la construcción bajo licencia.

### C.6C y C.6D

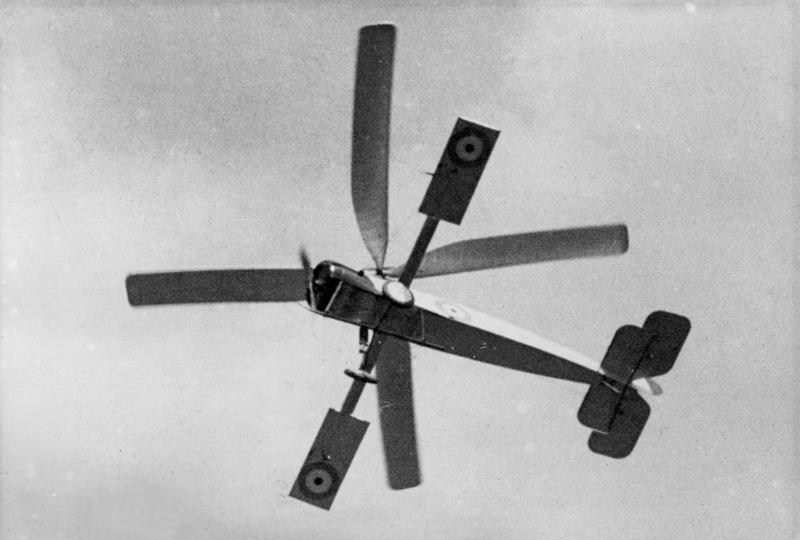
Un Cierva C.6 en vuelo.

El éxito del C.6 indujo al Ministerio de Aviación a encargar dos aparatos a Avro. El C.6C y el C.6D recibieron, respectivamente, las designaciones Avro Type 574 y Type 575; ambos iban propulsados por un motor Clerget de 130 hp.
El Cierva C.6C se elevó con la escarapela de la RAF el 19 de junio de 1926 en Hamble. Se le añadieron unos nuevos alerones para aumentar la maniobrabilidad. El C.6C se estrelló el 7 de enero de 1927, al desprenderse dos palas, tras lo cual se prohibió volar a los autogiros en Gran Bretaña hasta que se solucionase lo que lo hubiese originado, por lo que La Cierva volvió a España para solucionarlo con el Cierva C.7.
El Cierva C.6D es considerado como el primer autogiro biplaza del mundo. Debido al aumento de peso del mismo, se le dotó de un motor más potente que su antecesor, el motor Clerget de 97 kW (132 hp). Los mandos de control estaban solo en el asiento posterior.
El 29 de julio de 1926, el C.6D inició su primer vuelo, y al día siguiente realizó su primer vuelo con dos personas, en el que el propio Juan de la Cierva y Codorníu fue el pasajero. Varios países se interesaron en este aparato. El 5 de septiembre de 1926, Ernst Udet voló con el Cierva C.6D en Berlín-Tempelhof.
Tras el accidente del Cierva C.6C, y después de hallar la solución modificando las palas del rotor en forma de remo, implantando alas embrionarias y manteniendo el motor Clerget de 130 hp, el C.6D fue convertido en el nuevo Cierva C.8R.

## Variantes
C.6
Prototipo.
C.6A
C.6 propulsado por un motor rotatorio Le Rhône 9Ja de 82 kW (110 hp).
C.6B
Similar al C.6A, con un nuevo rotor.
C.6C
Propulsado por un motor rotatorio Clerget 9B de 97 kW (130 hp). Construido en el Reino Unido como Avro Type 574.
C.6D
Biplaza, propulsado por un motor rotatorio Clerget 9B de 97 kW (130 hp). Construido en el Reino Unido como Avro Type 575.

## Operadores
España
- Aeronáutica Militar

## Cultura popular
Se construyó una réplica del Cierva C.6 para ser mostrada en el pabellón de Murcia en la Expo 92 de Sevilla. La citada réplica se puede ver hoy en día en el Museo de Aeronáutica y Astronáutica de España (Museo del Aire) de Cuatro Vientos, en Madrid.

## Especificaciones

### Características generales
- Tripulación: Uno (piloto)
- Longitud: 9 m (29,5 ft)
- Diámetro rotor principal: 10 m (32,8 ft)
- Peso máximo al despegue: 900 kg (1983,6 lb)
- Planta motriz: 1× motor rotatorio de 9 cilindros refrigerado por aire Le Rhône 9J.
  - Potencia: 82 kW (113 HP; 112 CV)

### Rendimiento
- Velocidad máxima operativa (Vno): 100 km/h (62 MPH; 54 kt)

## Aeronaves relacionadas

### Desarrollos relacionados
- Cierva C.4

### Secuencias de designación
- Secuencia C._ (Interna de la compañía Cierva): ← C.3 - C.4 - C.5 - C.6 - C.7 - C.8 - C.9 →